# Chapelle Pontano

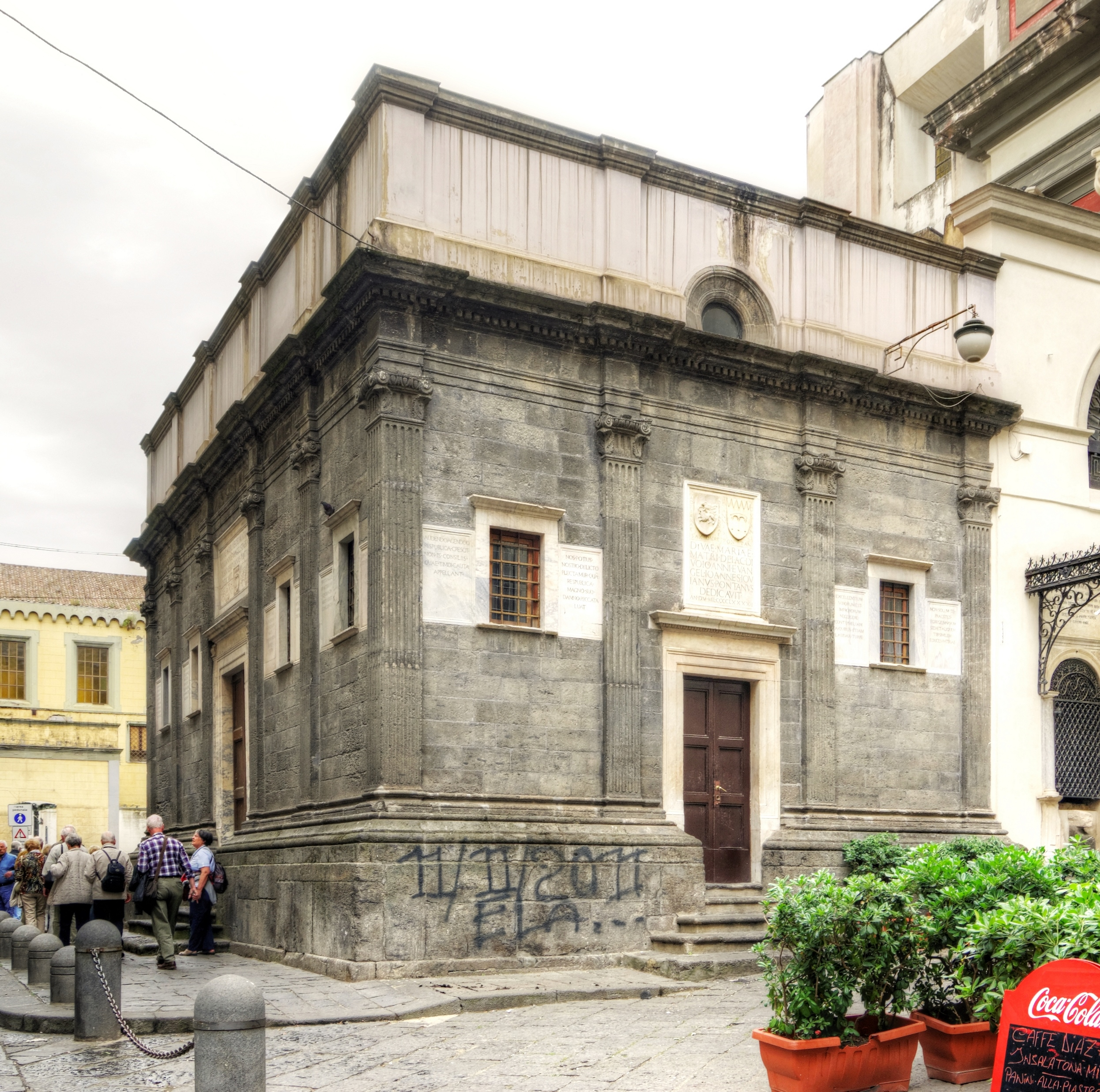
La chapelle Pontano

La chapelle Pontano (ou chapelle Ad Arcum à cause des deux arcs convergents de la tour) est une petite chapelle d'époque Renaissance qui se trouve dans le centre historique de Naples protégé par l'Unesco, le long du decumanus maximus, entre la via del Sole et la via dei Tribunali. Elle est contiguë à l'église de l'Archiconfrérie du Cappuccio alla Pietrasanta et perpendiculaire à l'église Santa Maria Maggiore alla Pietrasanta. Elle est ouverte à la visite, mais n'est plus consacrée.

## Histoire
La chapelle, terminée en 1492, a été commandée en 1490 par l'humaniste Giovanni Pontano à quelques pas de son palais aujourd'hui disparu. Elle est consacrée à la Sainte Vierge et à saint Jean l'Évangéliste pour servir de nécropole à la famille et abriter le tombeau de son épouse, Adriana Sassone, morte le 1er mars 1490. La chapelle aurait été conçue par fra' Giocondo ou par Andrea Ciccione (it) ou peut-être encore par Francesco di Giorgio Martini, dont les chapiteaux de l'église Santa Maria delle Grazie de Cortone, avec des décorations de feuilles d'acanthe, sont similaires à ceux de la chapelle.

## Description

### Extérieur
La chapelle est restaurée en 1759 par le roi Charles de Bourbon, puis en 1792. La structure de l'édifice se présente comme un bloc harmonieusement proportionné selon les canons de la Renaissance et considéré comme un modèle d'élégance et de pureté stylistique.
Sa façade lisse est en piperno avec des lésènes et des chapiteaux composites. Elle est rigoureusement classique et présente de petites fenêtres rectangulaires. L'une des portes est surmontée par les blasons des familles Pontano et Sassone.

### Intérieur

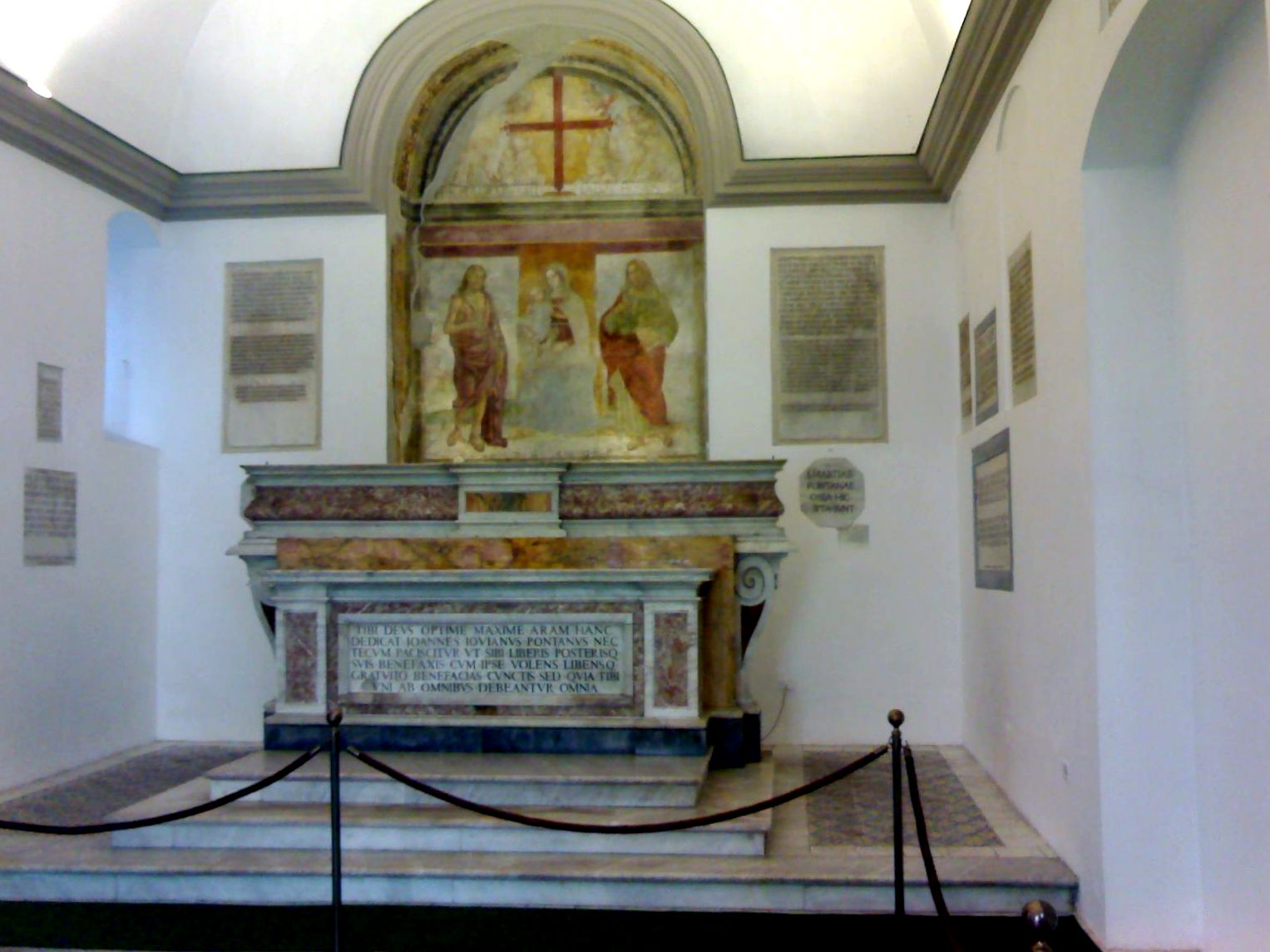
Intérieur de la chapelle.

L'intérieur se présente avec une couverture voûtée en berceau sur un espace rectangulaire dont les murs accueillent une collection lapidaire avec huit épigraphes et latin et en grec. Celles-ci ont été composées par Pontano lui-même, exprimant sa douleur devant la perte de sa femme et de ses enfants.
le pavement de carreaux de majolique est particulièrement remarquable avec ses formes hexagonales et ses motifs décoratifs d'un grand effet, constitués de portraits, de blasons, d'inscriptions et de figures allégoriques. Il semble que ce pavement soit de facture napolitaine, ou florentine, selon certains experts.
L'autel de la chapelle présente une niche avec une fresque figurant La Vierge à l'Enfant avec saint Jean-Baptiste et saint Jean l'Évangéliste, probablement de la main de Francesco Cicino, artiste local ayant travaillé à cheval entre le XVe et le XVIe siècle.

### Inscriptions
Les inscriptions en latin et en grec ont été voulues par Pontano pour donner à lire aux passants des maximes d'ordre religieux, moral et social. Les pierres de la façade et de l'intérieur répondent à un idéal de retour au classicisme.
On en compte douze sur les façades extérieures :
« Non solum te praestes egregium virum sed et aliquem tibi similem educes patriae »
« In omni vitae genere primum est se ipsum noscere »
« Audendo agendoque. Respublica crescit, non iis consiliis quae timidi cauta appellant »
« Excellentium virorum est improborum negligere contumeliam a quibus etiam laudari turpe »
« Nos potius nostro delicto plectamur qua respublica magno suo damno peccata luat »
« In magnis opibus ut admodum difficile, sic maxime pulcrum est seipsum continere »
« Comunque giri la sorte ricordati che è la tua stessa sorte
In vtraque fortuna fortunae ipsius memor esto »
« Nec temeritas semper felix, nec prudentia ubique tuta »
« Sero poenitet, quamquam cito poenitet qui in re dubia nimts cito decernit »
« Hominem esse se haud meminit, qui numquam iniuriarum obliviscitur »
« Frustra leges praetereunt quem non absolverit conscentia »
« Integritate fides alitur fide vero amicitia »

## Source de la traduction
- (it) Cet article est partiellement ou en totalité issu de l’article de Wikipédia en italien intitulé « Cappella dei Pontano » (voir la liste des auteurs).